# Oxalis rugeliana
Oxalis rugeliana är en harsyreväxtart som beskrevs av Ignatz Urban. Oxalis rugeliana ingår i släktet oxalisar, och familjen harsyreväxter. Inga underarter finns listade i Catalogue of Life.